# Melanagromyza thunbergiae
Melanagromyza thunbergiae är en tvåvingeart som beskrevs av Spencer 1960. Melanagromyza thunbergiae ingår i släktet Melanagromyza och familjen minerarflugor. Inga underarter finns listade i Catalogue of Life.